# Diego Lainez
Diego Lainez Leyva (Villahermosa, Tabasco, 2000. június 9. –) olimpiai bronzérmes mexikói válogatott labdarúgó, a spanyol Real Betis játékosa. Bal lábas labdarúgó, jobb szélső támadóként játszik.

## Pályafutása

### Klubcsapatokban
A mexikói első osztályú bajnokságban 2017. március 4-én mutatkozott be a Club América csapatában, egy León elleni mérkőzésen, három nappal az után, hogy a kupában is debütált a Santos Laguna ellen. Az Américával a 2018-as Apertura szezonban bajnoki címet szerzett.
2019 őszén szerződött a spanyol La Ligában szereplő Real Betishez, ahol hamarosan (igen fiatal kora ellenére) fontos szereplővé vált.

### A válogatottban
A válogatottban először 18 évesen, 2018. szeptember 7-én lépett pályára egy Uruguay elleni barátságos mérkőzésen. 2021-ben bekerült a tokiói olimpián szereplő válogatottba is, ahol végül Mexikó bronzérmet nyert. Lainez szerepelt a győztes bronzmérkőzésen is, de ott sérülés miatt le kellett cserélni.
| Mexikó | Mexikó               | Mexikó                                         | Mexikó           | Mexikó   | Mexikó     | Mexikó                   | Mexikó | Mexikó  |
| #      | Dátum                | Helyszín                                       | Hazai            | Eredmény | Vendég     | Kiírás                   | Gólok  | Esemény |
| ------ | -------------------- | ---------------------------------------------- | ---------------- | -------- | ---------- | ------------------------ | ------ | ------- |
| 1.     | 2018. szeptember 7.  | Houston, NRG Stadium                           | Mexikó           | 1 – 4    | Uruguay    | barátságos               | 0      | 66'     |
| 2.     | 2018. szeptember 11. | Nashville, Nissan Stadium                      | Egyesült Államok | 1 – 0    | Mexikó     | barátságos               | 0      | 75'     |
| 3.     | 2019. március 22.    | San Diego, SDCCU Stadium                       | Mexikó           | 3 – 1    | Chile      | barátságos               | 0      | 82'     |
| 4.     | 2019. március 26.    | Santa Clara, Levi’s Stadium                    | Mexikó           | 4 – 2    | Paraguay   | barátságos               | 0      | 46'     |
| 5.     | 2019. október 11.    | Hamilton, Bermudai Nemzeti Stadion             | Bermuda          | 1 – 5    | Mexikó     | CONCACAF Nemzetek Ligája | 0      | 72'     |
| 6.     | 2020. október 13.    | Hága, Cars Jeans Stadion                       | Mexikó           | 2 – 2    | Algéria    | barátságos               | 1      | 64' 86' |
| 7.     | 2020. november 17.   | Grác, Merkur Arena                             | Japán            | 0 – 2    | Mexikó     | barátságos               | 0      | 89'     |
| 8.     | 2021. március 27.    | Cardiff, Cardiff City Stadion                  | Wales            | 1 – 0    | Mexikó     | barátságos               | 0      | 83'     |
| 9.     | 2021. március 30.    | Bécsújhely, Bécsújhelyi stadion                | Costa Rica       | 0 – 1    | Mexikó     | barátságos               | 0      | 65'     |
| 10.    | 2021. május 29.      | Arlington, AT&T Stadion                        | Mexikó           | 2 – 1    | Izland     | barátságos               | 0      | 81'     |
| 11.    | 2021. június 3.      | Denver, Empower Field at Mile High             | Mexikó           | 0 – 0    | Costa Rica | CONCACAF Nemzetek Ligája | 0      | 58'     |
| 12.    | 2021. június 6.      | Denver, Empower Field at Mile High             | Egyesült Államok | 3 – 2    | Mexikó     | CONCACAF Nemzetek Ligája | 1      | 78' 79' |
| 13.    | 2021. június 12.     | Atlanta, Mercedes-Benz Stadion                 | Mexikó           | 0 – 0    | Honduras   | barátságos               | 0      | 46'     |
| 14.    | 2021. június 30.     | Nashville, Nissan Stadion                      | Mexikó           | 3 – 0    | Panama     | barátságos               | 1      | 21' 74' |
| 15.    | 2022. január 27.     | Kingston, Függetlenség Park                    | Jamaica          | 1 – 2    | Mexikó     | vb-selejtező             | 0      | 54'     |
| 16.    | 2022. február 2.     | Mexikóváros, Estadio Azteca                    | Mexikó           | 1 – 0    | Panama     | vb-selejtező             | 0      | 66'     |
| 17.    | 2022. március 27.    | San Pedro Sula, Estadio Olímpico Metropolitano | Honduras         | 0 – 1    | Mexikó     | vb-selejtező             | 0      | 67'     |
| 18.    | 2022. május 28.      | Arlington, AT&T Stadion                        | Mexikó           | 2 – 1    | Nigéria    | barátságos               | 0      | 79'     |
| 19.    | 2022. június 11.     | Torreón, Estadio TSM Corona                    | Mexikó           | 3 – 0    | Suriname   | CONCACAF Nemzetek Ligája | 0      | 81'     |
| 20.    | 2022. június 14.     | Kingston, Függetlenség Park                    | Jamaica          | 1 – 1    | Mexikó     | CONCACAF Nemzetek Ligája | 0      | 67'     |
| 21.    | 2022. szeptember 27. | Santa Clara, Levi’s Stadium                    | Mexikó           | 2 – 3    | Kolumbia   | barátságos               | 0      | 77'     |
|        | Összesen             |                                                |                  | 21       | mérkőzés   |                          | 3      | gól     |

## Sikerei, díjai

### Klubokban
Club América
- Mexikói bajnok: 2018 Apertura